# 江成真二
江成真二（えなり しんじ）は日本テレビ放送網コンテンツ戦略局総合編成センター部長兼Hulu非常勤取締役。以前は、制作局の演出家・プロデューサー、営業局首都圏営業部、コンテンツ制作局チーフプロデューサー。

## 人物
- 早稲田大学教育学部卒業。
- 元々はディレクターとして活躍して、演出・プロデューサー、企画・演出など各番組のすべてを担当したが、2013年12月からは2016年5月、営業局首都圏営業部に所属。このため担当番組は、「1番ソングSHOW」では、当時ディレクターだった利根川広毅と久木野大が演出に昇格し担当、「ミュージックドラゴン」は、今井康則と共に番組を離れ、高谷和男プロデューサーが担当、「LIVE MONSTER」は、当時AP（アシスタントプロデューサー）だった森下典子と高尾あずみがプロデューサーに昇格し高谷和男と共にプロデューサー、利根川はディレクターから演出に昇格しそれぞれ担当していた（久木野は江成と共に番組を離れた）。
- 2016年6月4日から制作局へ復帰し一部の番組でプロデューサーを担当している。
- 2018年6月1日付で情報・制作局バラエティーセンタープロデューサー。
- 2019年6月1日付で道坂忠久チーフプロデューサーの下で統轄プロデューサーに昇進。
- 2020年10月1日付で情報・制作局チーフプロデューサーに昇進。
- 2022年6月1日付でコンテンツ制作局チーフプロデューサーに改称。一部の番組を新井秀和チーフプロデューサーに引き継ぎ、川邊昭宏チーフプロデューサーが担当していた一部の番組を引き継いだ。
- 2023年6月1日付で担当していた番組は倉田忠明、横田崇、島田総一郎、遠藤正累、原司、新井秀和、渡邊政次チーフプロデューサーに引き継いだ。
- 2025年6月1日付で現職。

## 現在の担当番組
- チーフプロデューサー

スペシャル番組
- - つぶし合いクイズ!悪意の矢
  - 日テレ系音楽の祭典 Premium Music（以前は総合プロデューサー、川邊昭宏CPと共同）
  - クイズハッカー
  - 疾走!エイトマイル
  - あなたが選ぶ10人のスター

## 過去の担当番組
- AD（アシスタントディレクター）
  - スーパージョッキー
  - つよチャン堂本舗
- ディレクター
  - FUN
  - ミンナのテレビ
  - ウタワラ
  - 大笑点
  - ものまねバトル
  - さんま&SMAP!美女と野獣のクリスマススペシャル
- 演出
  - ウラ日テレ
  - マチャミの名曲100選 心に残るこの一曲「あの時聴いた、歌ったのはこんな歌」
  - 音楽戦士 MUSIC FIGHTER
  - ミリオンヒットコンサート
- プロデューサー
  - 恋歌〜ラブソングス 紀香とマチャミが贈る愛と別れの名曲ベスト
  - THE M
  - 音龍門
  - うたナビ☆7
  - ハッピーMusic
  - ミュージックドラゴン
  - チカラウタ
  - 坂上忍と○○の彼女
  - 日本アカデミー賞授賞式中継
- 演出・プロデューサー
  - Music Lovers
  - LIVE MONSTER
  - 日テレ系音楽の祭典 音楽のちから2012
- 統轄プロデューサー
  - マツコ会議
  - スクール革命!
- チーフプロデューサー
  - 嵐にしやがれ
  - 日テレ系人気番組No.1決定戦（川邊昭宏、清水星人CPと共同）
  - 日テレ系 春の特別授業SP（川邊昭宏・島田総一郎CPと共同）
  - がむしゃら屋
  - 笑いの学校
  - ヒルナンデス!
  - バズリズム02（以前はプロデューサー）
  - 満天☆青空レストラン（以前はプロデューサー）
  - ニノさん（以前は統轄プロデューサー）
  - 1億3000万人のSHOWチャンネル
  - 世界の果てまでイッテQ!
  - おしゃれクリップ
  - King & Princeる。
  - MUSIC BLOOD
  - 上田と女が吠える夜
  - こちら『トレンディマーケット』編集部（月一回番組）
  - クイズ!国民一斉調査
  - THE MUSIC DAY（以前は総合プロデューサー）
  - うわっ!ダマされた大賞
  - 熱唱!ミリオンシンガー
  - はじめまして!一番遠い親戚さん
  - 24時間テレビ 「愛は地球を救う」
  - 東海オンエア〜上京フェス2020〜
  - ウンナンのニッポン全国大表彰!国民的オブ・ザ・イヤー2021
  - ネガポジ ニュージャパニーズ
  - 解禁!音楽番組名シーンランキング THE神うた
  - 日テレ系!!生番組の祭典 生デミー賞
  - 日テレ系人気番組 春秋のコラボSP!（島田総一郎、遠藤正累CPと共同、以前は川邊昭宏、倉田忠明、土屋拓と共同）
  - ものまねグランプリ（以前は演出）
  - あのとき告っていればどうなった?!
  - 日テレ系音楽の祭典 ベストアーティスト（以前は総合プロデューサー、川邊昭宏CPと共同）
  - 超レア映像遺産ショー
  - HAPPYクリスマスおもちゃ屋MISIA（川邊昭宏CPと共同）
  - 全日本歌唱力選手権 歌唱王
  - 発表!今年イチバン聴いた歌
- 企画・演出
  - 好きになった人
  - うたゲーTOWN
  - くりぃむしちゅーの最強アイドル大百科
  - 1番ソングSHOW
  - クイズ80
  - 東野・加藤この歌が聴きたいベストテン
- 営業
  - せまソン♪
  - 愛され女と独身有田〜運命を変える婚活TV〜